# 山県郡
- 令制国一覧 > 山陽道 > 安芸国 > 山県郡
- 日本 > 中国地方 > 広島県 > 山県郡

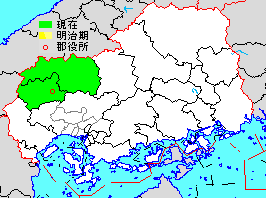
広島県山県郡の位置

山県郡（やまがたぐん）は、広島県（安芸国）の郡。
人口21,406人、面積988.09km²、人口密度21.7人/km²。（2025年2月1日、推計人口）
以下の2町を含む。
- 安芸太田町（あきおおたちょう）
- 北広島町（きたひろしまちょう）

## 概要
中国山地の標高300 - 800mに位置し、西中国山地国定公園に指定された1,000m程度の山々に囲まれた山間地域。農林業・観光・レジャーが主な産業である。

## 郡域
1878年（明治11年）に行政区画として発足した当時の郡域は、上記2町から北広島町の一部（西八幡原の一部）をのぞいた区域にあたる。

## 歴史

### 江戸時代
- 天保7年（1836年） - 天保の飢饉が深刻化し、前年からの死者数が3,700人を超えた。12月頃には困窮した多数の農民らが広島城下に流入。藩は翌年にかけて農民らを仏護寺に集め食事を施し、路銀を与えて帰村させた[1]。

### 近世以降の沿革
- 明治初年時点では全域が安芸広島藩領であった。「旧高旧領取調帳」に記載されている明治初年時点での村は以下の通り。（74村）

本地村、石井谷村、木次村、南方村、丁保余原村、川井村、壬生村、古保利村、後有田村、有田村、川東村、惣森村、川西村、春木村、蔵迫村、舞綱村、下石村、寺原村、有間村、今田村、川戸村、大塚村、大朝村、宮迫村、新庄村、岩戸村、中山村、海応寺村、上石村、志路原村、田原村、筏津村、今吉田村、吉木村、阿坂村、西宗村、中原村、都志見村、戸谷村、長笹村、穴村、坪野村、津浪村、加計村、下筒賀村、下殿河内村、上殿河内村、中筒賀村、上筒賀村、戸河内村、橋山村、中祖村、政所村、荒神原村、雲耕村、宮地村、東八幡原村、西八幡原村、土橋村、奥原村、草安村、苅屋形村、南門原村、大利原村、才乙村、奥中原村、川小田村、細見村、小原村、大暮村、米沢村、移原村、高野村、溝口村
- 明治4年7月14日（1871年8月29日） - 廃藩置県により広島県の管轄となる。
- 明治11年（1878年）11月1日 - 郡区町村編制法の広島県での施行により、行政区画としての山県郡が発足。郡役所が加計村に設置。
- 明治15年（1882年） - 上殿河内村が改称して上殿村となる。
- 明治22年（1889年）4月1日 - 町村制の施行により、以下の各村が発足。（20村）
  - 加計村 ← 加計村、津浪村（現・安芸太田町）
  - 殿賀村 ← 下殿河内村、下筒賀村（現・安芸太田町）
  - 上殿村（単独村制。現・安芸太田町）
  - 筒賀村 ← 中筒賀村、上筒賀村（現・安芸太田町）
  - 戸河内村（単独村制。現・安芸太田町）
  - 八幡村 ← 東八幡原村、西八幡原村（現・北広島町）
  - 雄鹿原村 ← 政所村、雲耕村、宮地村、中祖村、荒神原村、橋山村（現・北広島町）
  - 中野村 ← 大利原村、南門原村、草安村、苅屋形村、土橋村、奥原村、才乙村、奥中原村、川小田村、細見村（現・北広島町）
  - 山廻村 ← 溝口村、高野村、移原村、大暮村、米沢村、小原村（現・北広島町）
  - 大朝村 ← 大塚村、筏津村、大朝村、田原村（現・北広島町）
  - 新庄村 ← 新庄村、宮迫村、岩戸村（現・北広島町）
  - 川迫村 ← 川戸村、中山村、蔵迫村、舞綱村（現・北広島町）
  - 八重村 ← 石井谷村、有田村、古保利村、春木村、今田村、後有田村、寺原村、有間村（現・北広島町）
  - 壬生村 ← 壬生村、川西村、川東村、惣森村、川井村、丁保余原村（現・北広島町）
  - 南方村 ← 南方村、木次村（現・北広島町）
  - 本地村（単独村制。現・北広島町）
  - 吉坂村 ← 今吉田村、阿坂村、吉木村（現・北広島町）
  - 原村 ← 中原村、西宗村、志路原村、海応寺村、上石村、下石村（現・北広島町）
  - 都谷村 ← 都志見村、戸谷村、長笹村（現・北広島町）
  - 安野村 ← 穴村、坪野村（現・安芸太田町）
- 明治31年（1898年）2月10日 - 加計村が町制施行して加計町となる。（1町19村）
- 明治32年（1899年）7月1日 - 郡制を施行。
- 明治37年（1904年）5月1日 - 壬生村が町制施行して壬生町となる。（2町18村）
- 大正11年（1922年）1月1日 - 八重村が町制施行して八重町となる。（3町17村）
- 大正12年（1923年）4月1日 - 郡会が廃止。郡役所は存続。
- 大正15年（1926年）
  - 1月1日 - 大朝村が町制施行して大朝町となる。（4町16村）
  - 7月1日 - 郡役所が廃止。以降は地域区分名称となる。
- 昭和3年（1928年）4月1日 - 山廻村が改称して美和村となる。
- 昭和8年（1933年）8月1日 - 戸河内村が町制施行して戸河内町となる。（5町15村）
- 昭和28年（1953年）12月1日 - 八幡村が島根県那賀郡波佐村の一部（波佐字滝平の一部）を編入（越境合併）[3]。
- 昭和29年（1954年）
  - 8月1日 - 加計町・殿賀村が合併し、改めて加計町が発足。（5町14村）
  - 11月3日 - 八重町・壬生町・南方村・本地村・川迫村が合併して千代田町が発足。（4町11村）
- 昭和30年（1955年）3月31日 - 大朝町・新庄村が合併し、改めて大朝町が発足。（4町10村）
- 昭和31年（1956年）
  - 3月31日 - 吉坂村・原村・都谷村が合併して豊平町が発足。（5町7村）
  - 9月1日 - 戸河内町・上殿村が合併し、改めて戸河内町が発足。（5町6村）
  - 9月30日（6町1村）
    - 加計町・安野村が合併し、改めて加計町が発足。
    - 八幡村・雄鹿原村・中野村・美和村が合併して芸北町が発足。
- 平成16年（2004年）10月1日 - 加計町・筒賀村・戸河内町が合併して安芸太田町が発足。（5町）
- 平成17年（2005年）2月1日 - 芸北町・大朝町・千代田町・豊平町が合併して北広島町が発足。（2町）

### 変遷表
| 明治以前                  | 明治初年 - 明治22年       | 明治22年 4月1日 町村制施行 | 明治22年 - 昭和19年         | 昭和20年 - 昭和29年          | 昭和30年 - 昭和64年     | 平成元年 - 現在            | 現在       |
| ------------------------- | ------------------------- | -------------------------- | --------------------------- | ---------------------------- | ----------------------- | -------------------------- | ---------- |
| 加計村                    | 加計村                    | 加計村                     | 明治31年2月10日 町制 加計町 | 昭和29年8月1日 加計町        | 昭和31年9月30日 加計町  | 平成16年10月1日 安芸太田町 | 安芸太田町 |
| 津浪村                    | 津浪村                    | 加計村                     | 明治31年2月10日 町制 加計町 | 昭和29年8月1日 加計町        | 昭和31年9月30日 加計町  | 平成16年10月1日 安芸太田町 | 安芸太田町 |
| 下殿河内村                | 下殿河内村                | 殿賀村                     | 殿賀村                      | 昭和29年8月1日 加計町        | 昭和31年9月30日 加計町  | 平成16年10月1日 安芸太田町 | 安芸太田町 |
| 下筒賀村                  | 下筒賀村                  | 殿賀村                     | 殿賀村                      | 昭和29年8月1日 加計町        | 昭和31年9月30日 加計町  | 平成16年10月1日 安芸太田町 | 安芸太田町 |
| 穴村                      | 穴村                      | 安野村                     | 安野村                      | 安野村                       | 昭和31年9月30日 加計町  | 平成16年10月1日 安芸太田町 | 安芸太田町 |
| 坪野村                    | 坪野村                    | 安野村                     | 安野村                      | 安野村                       | 昭和31年9月30日 加計町  | 平成16年10月1日 安芸太田町 | 安芸太田町 |
| 戸河内村                  | 戸河内村                  | 戸河内村                   | 昭和8年8月1日 町制 戸河内町 | 戸河内町                     | 昭和31年9月1日 戸河内町 | 平成16年10月1日 安芸太田町 | 安芸太田町 |
| 上殿河内村                | 明治15年 改称 上殿村      | 上殿村                     | 上殿村                      | 上殿村                       | 昭和31年9月1日 戸河内町 | 平成16年10月1日 安芸太田町 | 安芸太田町 |
| 中筒賀村                  | 中筒賀村                  | 筒賀村                     | 筒賀村                      | 筒賀村                       | 筒賀村                  | 平成16年10月1日 安芸太田町 | 安芸太田町 |
| 上筒賀村                  | 上筒賀村                  | 筒賀村                     | 筒賀村                      | 筒賀村                       | 筒賀村                  | 平成16年10月1日 安芸太田町 | 安芸太田町 |
| 大塚村                    | 大塚村                    | 大朝村                     | 大正15年1月1日 町制 大朝町  | 大朝町                       | 昭和30年3月31日 大朝町  | 平成17年2月1日 北広島町    | 北広島町   |
| 筏津村                    | 筏津村                    | 大朝村                     | 大正15年1月1日 町制 大朝町  | 大朝町                       | 昭和30年3月31日 大朝町  | 平成17年2月1日 北広島町    | 北広島町   |
| 大朝村                    | 大朝村                    | 大朝村                     | 大正15年1月1日 町制 大朝町  | 大朝町                       | 昭和30年3月31日 大朝町  | 平成17年2月1日 北広島町    | 北広島町   |
| 田原村                    | 田原村                    | 大朝村                     | 大正15年1月1日 町制 大朝町  | 大朝町                       | 昭和30年3月31日 大朝町  | 平成17年2月1日 北広島町    | 北広島町   |
| 新庄村                    | 新庄村                    | 新庄村                     | 新庄村                      | 新庄村                       | 昭和30年3月31日 大朝町  | 平成17年2月1日 北広島町    | 北広島町   |
| 宮迫村                    | 宮迫村                    | 新庄村                     | 新庄村                      | 新庄村                       | 昭和30年3月31日 大朝町  | 平成17年2月1日 北広島町    | 北広島町   |
| 岩戸村                    | 岩戸村                    | 新庄村                     | 新庄村                      | 新庄村                       | 昭和30年3月31日 大朝町  | 平成17年2月1日 北広島町    | 北広島町   |
| 壬生村                    | 壬生村                    | 壬生村                     | 明治37年5月1日 町制 壬生町  | 昭和29年11月3日 千代田町     | 千代田町                | 平成17年2月1日 北広島町    | 北広島町   |
| 川西村                    | 川西村                    | 壬生村                     | 明治37年5月1日 町制 壬生町  | 昭和29年11月3日 千代田町     | 千代田町                | 平成17年2月1日 北広島町    | 北広島町   |
| 川東村                    | 川東村                    | 壬生村                     | 明治37年5月1日 町制 壬生町  | 昭和29年11月3日 千代田町     | 千代田町                | 平成17年2月1日 北広島町    | 北広島町   |
| 惣森村                    | 惣森村                    | 壬生村                     | 明治37年5月1日 町制 壬生町  | 昭和29年11月3日 千代田町     | 千代田町                | 平成17年2月1日 北広島町    | 北広島町   |
| 川井村                    | 川井村                    | 壬生村                     | 明治37年5月1日 町制 壬生町  | 昭和29年11月3日 千代田町     | 千代田町                | 平成17年2月1日 北広島町    | 北広島町   |
| 丁保余原村                | 丁保余原村                | 壬生村                     | 明治37年5月1日 町制 壬生町  | 昭和29年11月3日 千代田町     | 千代田町                | 平成17年2月1日 北広島町    | 北広島町   |
| 石井谷村                  | 石井谷村                  | 八重村                     | 大正11年1月1日 町制 八重町  | 昭和29年11月3日 千代田町     | 千代田町                | 平成17年2月1日 北広島町    | 北広島町   |
| 有田村                    | 有田村                    | 八重村                     | 大正11年1月1日 町制 八重町  | 昭和29年11月3日 千代田町     | 千代田町                | 平成17年2月1日 北広島町    | 北広島町   |
| 古保利村                  | 古保利村                  | 八重村                     | 大正11年1月1日 町制 八重町  | 昭和29年11月3日 千代田町     | 千代田町                | 平成17年2月1日 北広島町    | 北広島町   |
| 春木村                    | 春木村                    | 八重村                     | 大正11年1月1日 町制 八重町  | 昭和29年11月3日 千代田町     | 千代田町                | 平成17年2月1日 北広島町    | 北広島町   |
| 今田村                    | 今田村                    | 八重村                     | 大正11年1月1日 町制 八重町  | 昭和29年11月3日 千代田町     | 千代田町                | 平成17年2月1日 北広島町    | 北広島町   |
| 後有田村                  | 後有田村                  | 八重村                     | 大正11年1月1日 町制 八重町  | 昭和29年11月3日 千代田町     | 千代田町                | 平成17年2月1日 北広島町    | 北広島町   |
| 寺原村                    | 寺原村                    | 八重村                     | 大正11年1月1日 町制 八重町  | 昭和29年11月3日 千代田町     | 千代田町                | 平成17年2月1日 北広島町    | 北広島町   |
| 有間村                    | 有間村                    | 八重村                     | 大正11年1月1日 町制 八重町  | 昭和29年11月3日 千代田町     | 千代田町                | 平成17年2月1日 北広島町    | 北広島町   |
| 川戸村                    | 川戸村                    | 川迫村                     | 川迫村                      | 昭和29年11月3日 千代田町     | 千代田町                | 平成17年2月1日 北広島町    | 北広島町   |
| 中山村                    | 中山村                    | 川迫村                     | 川迫村                      | 昭和29年11月3日 千代田町     | 千代田町                | 平成17年2月1日 北広島町    | 北広島町   |
| 蔵迫村                    | 蔵迫村                    | 川迫村                     | 川迫村                      | 昭和29年11月3日 千代田町     | 千代田町                | 平成17年2月1日 北広島町    | 北広島町   |
| 舞綱村                    | 舞綱村                    | 川迫村                     | 川迫村                      | 昭和29年11月3日 千代田町     | 千代田町                | 平成17年2月1日 北広島町    | 北広島町   |
| 本地村                    | 本地村                    | 本地村                     | 本地村                      | 昭和29年11月3日 千代田町     | 千代田町                | 平成17年2月1日 北広島町    | 北広島町   |
| 南方村                    | 南方村                    | 南方村                     | 南方村                      | 昭和29年11月3日 千代田町     | 千代田町                | 平成17年2月1日 北広島町    | 北広島町   |
| 木次村                    | 木次村                    | 南方村                     | 南方村                      | 昭和29年11月3日 千代田町     | 千代田町                | 平成17年2月1日 北広島町    | 北広島町   |
| 都志見村                  | 都志見村                  | 都谷村                     | 都谷村                      | 都谷村                       | 昭和31年3月31日 豊平町  | 平成17年2月1日 北広島町    | 北広島町   |
| 戸谷村                    | 戸谷村                    | 都谷村                     | 都谷村                      | 都谷村                       | 昭和31年3月31日 豊平町  | 平成17年2月1日 北広島町    | 北広島町   |
| 長笹村                    | 長笹村                    | 都谷村                     | 都谷村                      | 都谷村                       | 昭和31年3月31日 豊平町  | 平成17年2月1日 北広島町    | 北広島町   |
| 中原村                    | 中原村                    | 原村                       | 原村                        | 原村                         | 昭和31年3月31日 豊平町  | 平成17年2月1日 北広島町    | 北広島町   |
| 西宗村                    | 西宗村                    | 原村                       | 原村                        | 原村                         | 昭和31年3月31日 豊平町  | 平成17年2月1日 北広島町    | 北広島町   |
| 志路原村                  | 志路原村                  | 原村                       | 原村                        | 原村                         | 昭和31年3月31日 豊平町  | 平成17年2月1日 北広島町    | 北広島町   |
| 海応寺村                  | 海応寺村                  | 原村                       | 原村                        | 原村                         | 昭和31年3月31日 豊平町  | 平成17年2月1日 北広島町    | 北広島町   |
| 上石村                    | 上石村                    | 原村                       | 原村                        | 原村                         | 昭和31年3月31日 豊平町  | 平成17年2月1日 北広島町    | 北広島町   |
| 下石村                    | 下石村                    | 原村                       | 原村                        | 原村                         | 昭和31年3月31日 豊平町  | 平成17年2月1日 北広島町    | 北広島町   |
| 今吉田村                  | 今吉田村                  | 吉坂村                     | 吉坂村                      | 吉坂村                       | 昭和31年3月31日 豊平町  | 平成17年2月1日 北広島町    | 北広島町   |
| 阿坂村                    | 阿坂村                    | 吉坂村                     | 吉坂村                      | 吉坂村                       | 昭和31年3月31日 豊平町  | 平成17年2月1日 北広島町    | 北広島町   |
| 吉木村                    | 吉木村                    | 吉坂村                     | 吉坂村                      | 吉坂村                       | 昭和31年3月31日 豊平町  | 平成17年2月1日 北広島町    | 北広島町   |
| 政所村                    | 政所村                    | 雄鹿原村                   | 雄鹿原村                    | 雄鹿原村                     | 昭和31年9月30日 芸北町  | 平成17年2月1日 北広島町    | 北広島町   |
| 雲耕村                    | 雲耕村                    | 雄鹿原村                   | 雄鹿原村                    | 雄鹿原村                     | 昭和31年9月30日 芸北町  | 平成17年2月1日 北広島町    | 北広島町   |
| 宮地村                    | 宮地村                    | 雄鹿原村                   | 雄鹿原村                    | 雄鹿原村                     | 昭和31年9月30日 芸北町  | 平成17年2月1日 北広島町    | 北広島町   |
| 中祖村                    | 中祖村                    | 雄鹿原村                   | 雄鹿原村                    | 雄鹿原村                     | 昭和31年9月30日 芸北町  | 平成17年2月1日 北広島町    | 北広島町   |
| 荒神原村                  | 荒神原村                  | 雄鹿原村                   | 雄鹿原村                    | 雄鹿原村                     | 昭和31年9月30日 芸北町  | 平成17年2月1日 北広島町    | 北広島町   |
| 橋山村                    | 橋山村                    | 雄鹿原村                   | 雄鹿原村                    | 雄鹿原村                     | 昭和31年9月30日 芸北町  | 平成17年2月1日 北広島町    | 北広島町   |
| 大利原村                  | 大利原村                  | 中野村                     | 中野村                      | 中野村                       | 昭和31年9月30日 芸北町  | 平成17年2月1日 北広島町    | 北広島町   |
| 南門原村                  | 南門原村                  | 中野村                     | 中野村                      | 中野村                       | 昭和31年9月30日 芸北町  | 平成17年2月1日 北広島町    | 北広島町   |
| 草安村                    | 草安村                    | 中野村                     | 中野村                      | 中野村                       | 昭和31年9月30日 芸北町  | 平成17年2月1日 北広島町    | 北広島町   |
| 苅屋形村                  | 苅屋形村                  | 中野村                     | 中野村                      | 中野村                       | 昭和31年9月30日 芸北町  | 平成17年2月1日 北広島町    | 北広島町   |
| 土橋村                    | 土橋村                    | 中野村                     | 中野村                      | 中野村                       | 昭和31年9月30日 芸北町  | 平成17年2月1日 北広島町    | 北広島町   |
| 奥原村                    | 奥原村                    | 中野村                     | 中野村                      | 中野村                       | 昭和31年9月30日 芸北町  | 平成17年2月1日 北広島町    | 北広島町   |
| 才乙村                    | 才乙村                    | 中野村                     | 中野村                      | 中野村                       | 昭和31年9月30日 芸北町  | 平成17年2月1日 北広島町    | 北広島町   |
| 奥中原村                  | 奥中原村                  | 中野村                     | 中野村                      | 中野村                       | 昭和31年9月30日 芸北町  | 平成17年2月1日 北広島町    | 北広島町   |
| 川小田村                  | 川小田村                  | 中野村                     | 中野村                      | 中野村                       | 昭和31年9月30日 芸北町  | 平成17年2月1日 北広島町    | 北広島町   |
| 細見村                    | 細見村                    | 中野村                     | 中野村                      | 中野村                       | 昭和31年9月30日 芸北町  | 平成17年2月1日 北広島町    | 北広島町   |
| 溝口村                    | 溝口村                    | 山廻村                     | 昭和3年4月1日 改称 美和村   | 美和村                       | 昭和31年9月30日 芸北町  | 平成17年2月1日 北広島町    | 北広島町   |
| 高野村                    | 高野村                    | 山廻村                     | 昭和3年4月1日 改称 美和村   | 美和村                       | 昭和31年9月30日 芸北町  | 平成17年2月1日 北広島町    | 北広島町   |
| 移原村                    | 移原村                    | 山廻村                     | 昭和3年4月1日 改称 美和村   | 美和村                       | 昭和31年9月30日 芸北町  | 平成17年2月1日 北広島町    | 北広島町   |
| 大暮村                    | 大暮村                    | 山廻村                     | 昭和3年4月1日 改称 美和村   | 美和村                       | 昭和31年9月30日 芸北町  | 平成17年2月1日 北広島町    | 北広島町   |
| 米沢村                    | 米沢村                    | 山廻村                     | 昭和3年4月1日 改称 美和村   | 美和村                       | 昭和31年9月30日 芸北町  | 平成17年2月1日 北広島町    | 北広島町   |
| 小原村                    | 小原村                    | 山廻村                     | 昭和3年4月1日 改称 美和村   | 美和村                       | 昭和31年9月30日 芸北町  | 平成17年2月1日 北広島町    | 北広島町   |
| 東八幡原村                | 東八幡原村                | 八幡村                     | 八幡村                      | 八幡村                       | 昭和31年9月30日 芸北町  | 平成17年2月1日 北広島町    | 北広島町   |
| 西八幡原村                | 西八幡原村                | 八幡村                     | 八幡村                      | 八幡村                       | 昭和31年9月30日 芸北町  | 平成17年2月1日 北広島町    | 北広島町   |
| 島根県那賀郡 波佐村の一部 | 島根県那賀郡 波佐村の一部 | 島根県 那賀郡 波佐村       | 島根県那賀郡 波佐村の一部   | 昭和28年12月1日 八幡村に編入 | 昭和31年9月30日 芸北町  | 平成17年2月1日 北広島町    | 北広島町   |

## 行政
歴代郡長
| 代 | 氏名 | 就任年月日                | 退任年月日                | 備考                   |
| -- | ---- | ------------------------- | ------------------------- | ---------------------- |
| 1  |      | 明治11年（1878年）11月1日 |                           |                        |
|    |      |                           | 大正15年（1926年）6月30日 | 郡役所廃止により、廃官 |